# 津久見市立千怒小学校
津久見市立千怒小学校（つくみしりつ ちぬしょうがっこう）は、大分県津久見市大字千怒にある公立小学校。

## 概要
津久見市中心部から東部に位置し、千怒地区、日代地区（日代・仙水・赤崎）、四浦二区（深良津・久保泊・刀自ヶ浦）を校区とする。なお、日代地区、四浦二区はそれぞれ通学調整区域とされており同区域内では津久見市立日代小学校（休校中）、津久見市立赤崎小学校（休校中）、津久見市立仙水小学校（休校中）と本校とを選択できる。津久見市内の小学校で唯一制服を採用している。

## 歴史
- 1880年（明治13年）1月 - 千怒簡易学校創立
- 1892年（明治25年）7月 - 千怒尋常小学校と改称
- 1919年（大正8年） - 高等科を設置。千怒尋常高等小学校と改称
- 1941年（昭和16年） - 千怒国民学校と改称
- 1947年（昭和22年） - 津久見町立千怒小学校と改称
- 1951年（昭和26年） - 津久見市立千怒小学校と改称
- 2006年（平成18年） - 津久見市立久保泊小学校休校により児童受け入れ
- 2008年（平成20年） - 津久見市立日代小学校休校により児童受け入れ
- 2010年（平成22年） - 津久見市立久保泊小学校を統合

## 通学区
- 通学区域 - 大字千怒[1]
- 通学調整区域 - 大字日見、大字網代、大字四浦のうち字片鼻、字鳩浦、字荒代、字刀自ケ浦、字久保泊、字深良津[1]

千怒小学校区全域が津久見市立第一中学校の通学区域である。